# 打狗队
打狗队，是中国大陆的城市组织之一，隶属于各个城市的环境保护部门，其属于政府的官方组织，有时也属于民间组织。打狗队最早在1970年代出现于中国大陆，其职责和目的是捕杀街道上的无主流浪猫、狗等，以保持城市整洁和维护城市形象。打狗队通常不以人道毁灭形式处理流浪动物，而是直接开枪射击或麻醉它们。打狗队通常驾驶交通工具在街道上巡逻，以寻找流浪宠物。打狗队在中国大陆舆论中极具争议。
“打狗队”也是1920至1930年代中国共产党建立的名为中共中央特科情报的政治保卫机关。

## 争议
关于打狗队的争议在中国大陆的舆论中从未消失。但在互联网上，反对者略多。

### 正面
- 避免路人的人身安全被街边的流浪动物侵犯[4]。
- 阻止传染病和狂犬病的传播。
- 保持城市整洁和卫生，维护市容。

### 负面
- 打狗队暴力、非法执法。有时将有主的宠物打死，导致纠纷。这些行为使城市环保部门在民众心目中的形象变差[3]。
- 打狗队被认为没有人性和良心，血腥地捕杀街边动物[5]。其捕杀时的照片被上传到互联网上之后，打狗队即遭来舆论的指责、批评、辱骂，网友甚至称他们为“屠夫”[1][6]。
- 打狗队成员普遍素质低下，他们将打死的猫、狗的尸体用于烹饪[7]。
- 打狗队也通过贩卖别人饲养猫狗获利，威胁人说不交出来到时候咬了人要坐牢之类。很多狗市里面的黑肉就是这么来的。